# San Colombano al Lambro
San Colombano al Lambro est une commune de la ville métropolitaine de Milan, dans la région de la Lombardie, en Italie. Depuis 1992, elle est enclavée dans la province de Lodi nouvellement créée et à laquelle elle a refusé d'appartenir.

## Géographie

### Communes limitrophes
Borghetto Lodigiano, Graffignana, Livraga, Miradolo Terme, Orio Litta, Chignolo Po. 

## Présentation
San Colombano al Lambro est la seule enclave de la ville métropolitaine de Milan, située entre les provinces de Lodi et Pavie. Elle est située sur la rive droite de la rivière Lambro, à environ 22 kilomètres au sud-est du reste de la ville métropolitaine susmentionnée.
La colline sur laquelle se dresse San Colombano est une élévation isolée au-dessus de la vallée du Pô, constituée de matériaux argileux et calcaires du pliocène placés sous une couche de sédiments d'origine alluviale. Le profil de la colline suggère qu'il s'agit de la seule partie restante d'un territoire vallonné plus vaste, érodé par l'action des rivières. La colline atteint une altitude maximale de 147 m au-dessus du niveau de la mer.
La commune est le principal centre de production du vin DOC du même nom, dont les vignobles sont également dispersés dans les territoires adjacents, qui font partie de la province de Lodi, de la province de Pavie et de la ville métropolitaine de Milan.
Dans les années 2000, afin de préserver le territoire, le parc Collina di San Colombano (it) a été créé.

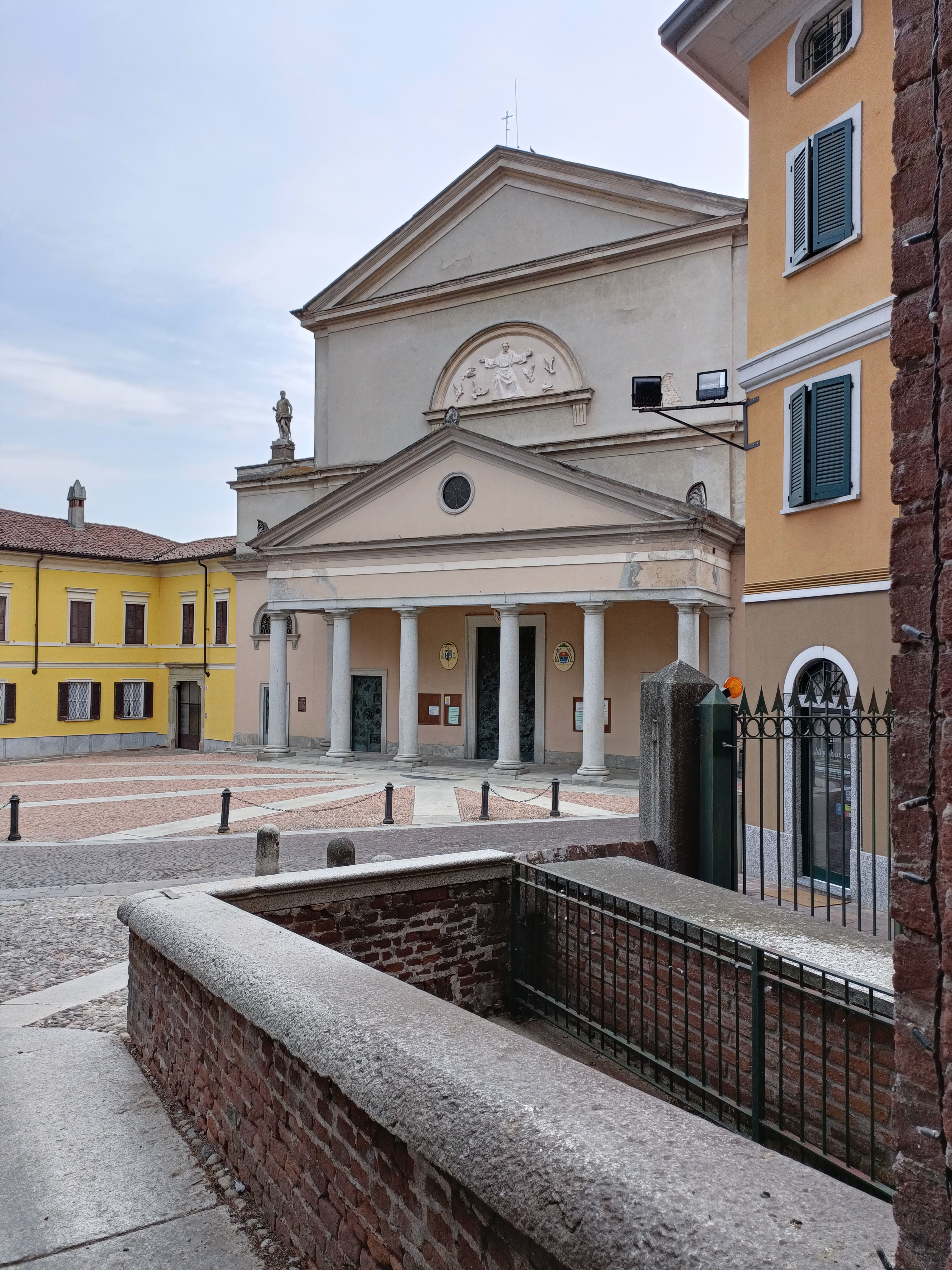
L'église paroissiale Saint-Colomban.

## Administration
| Période   | Période  | Identité           | Étiquette    | Qualité |
| --------- | -------- | ------------------ | ------------ | ------- |
| juin 2024 | En cours | Alessandro Granata | centre droit |         |